# Allen D. Candler
Allen Daniel Candler (Contea di Lumpkin, 4 novembre 1834 – Atlanta, 26 ottobre 1910) è stato un politico e storico statunitense.

## Biografia
Nato nel 1834 ad Auraria (oggi una città fantasma) nella contea di Lumpkin, nella Georgia rurale, divenne prima insegnante, mentre nel 1862 si arruolò volontario nell'esercito confederato, venendo eletto primo tenente e combattendo su molti fronti della guerra civile americana. Durante la marcia verso il mare di Sherman perse un occhio difendendo il proprio Stato alla battaglia di Jonesborough, per poi unirsi all'Armata confederata del Tennessee di Joseph E. Johnston, venendo congedato alla fine della guerra col grado di colonnello.
Dopo la fine della guerra divenne un proprietario terriero, si sposò ed ebbe dodici figli. Forte della popolarità dell'essere veterano di guerra, Candler entrò in politica, venendo eletto prima sindaco di Gainesville nel 1872, per poi cominciare a servire nell'amministrazione statale dall'anno successivo. Nel 1883 fu eletto alla Camera dei Rappresentanti, dove rimase in maniera continuativa fino al 1891, mentre nel 1894 divenne segretario di stato georgiano del governatore William Y. Atkinson.
Nel 1898 fu eletto governatore della Georgia. La sua amministrazione si distinse subito per l'estremo conservatorismo: se infatti i predecessori Northen e Atkinson si erano distinti per la vicinanza e il sostegno ai diritti degli afroamericani, Candler supportava invece fortemente il suprematismo bianco. Tagliò pesantemente la spesa pubblica, aumentando le pensioni dei veterani confederati (come lui stesso) ed erodendo il welfare per i neri e i bianchi poveri, mentre di fatto bandì i primi dalla vita politica sostenendo che il Partito Democratico, dominante il Georgia, fosse un'associazione privata, quindi non tenuto ad applicare il quindicesimo emendamento (cioè il suffragio universale). Non si oppose inoltre ai linciaggi e alle violenze contro gli afroamericani, permettendo quindi che fossero oggetto di attacchi e rappresaglie da parte di bande di suprematisti e folle inferocite.
Dopo la fine del mandato nel 1902 divenne lo storico ufficiale dello Stato della Georgia, compilando una monumentale opera sulla storia georgiana in trenta volumi, trattanti il periodo dalle Tredici Colonie fino a dopo la guerra di secessione. Affetto dalla malattia di Bright, morì ad Atlanta nel 1910 e gli venne dedicata la contea di Candler.